# La Sinagoga de Satán
La sinagoga de Satán (en alemán: Die Synagoge des Satan) es un libro del autor polaco Stanisław Przybyszewski, publicado por primera vez en alemán en 1897. Se considera una de las obras fundamentales sobre satanismo, siendo Przybyszewski el primer autor en referirse a sí mismo como "satanista".

## Contenido
La Sinagoga de Satán explora la historia del satanismo y su desarrollo, ahondando en la práctica de la brujería, los aquelarres, la magia negra y las misas negras. El título es una alusión a dos pasajes de la Biblia, específicamente Apocalipsis 2:9 y 3:9, donde aparece la expresión.
La obra se divide en dos partes, tituladas "El surgimiento de la Iglesia de Satán" y "El culto de la Iglesia de Satán".